# Cimetière des Rois
O Cimetière des Rois ou Cimetière de Plainpalais, é um cemitério em Genebra, Suíça.

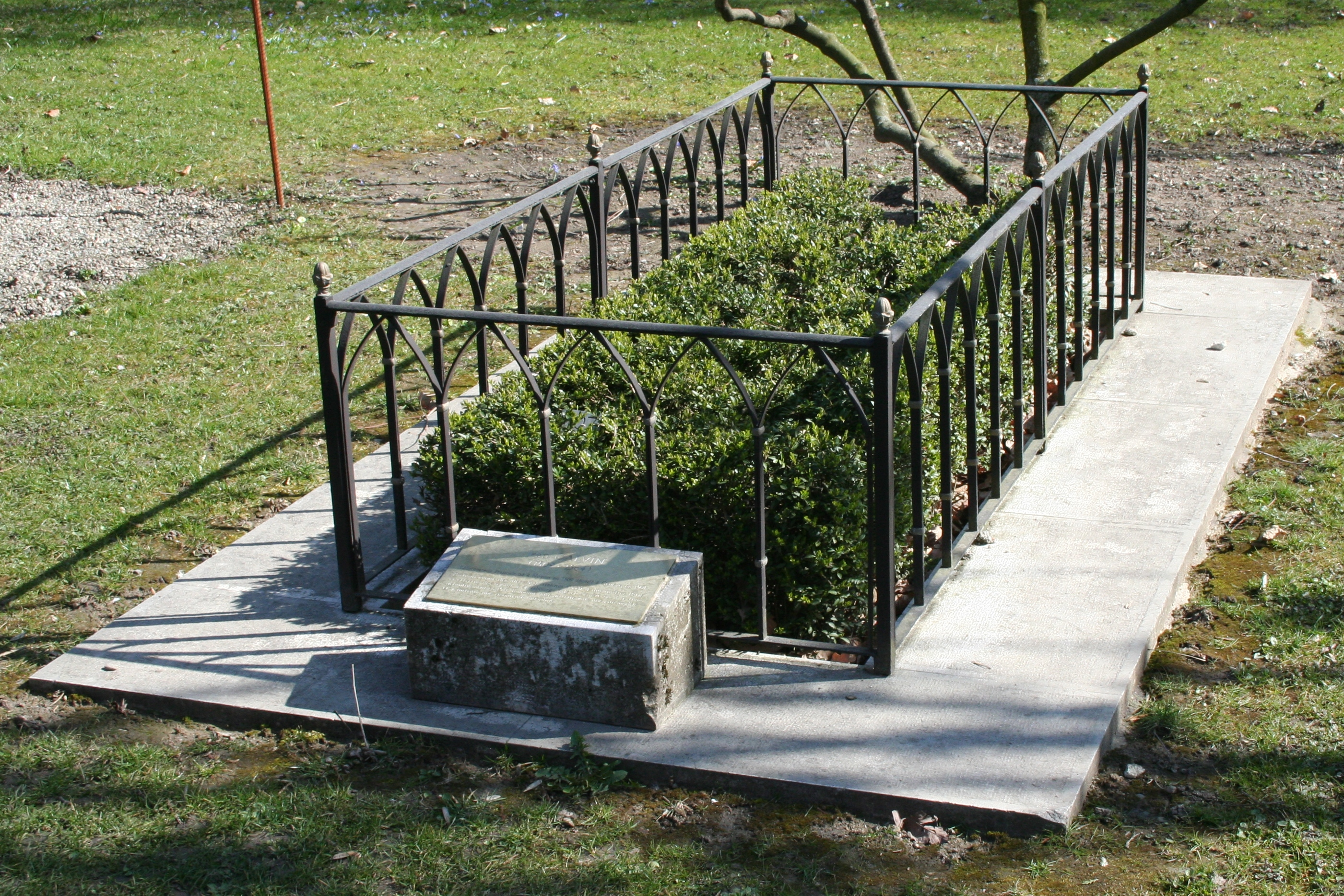
Sepultura oficial de João Calvino; sua localização exata no cemitério é desconhecida.

## Sepultamentos
- Ernest Ansermet
- João Calvino
- Jorge Luis Borges
- Sérgio Vieira de Mello
- Alberto Ginastera
- Frank Martin
- Jean Piaget
- Humphry Davy
- Grisélidis Réal
- Alice Rivaz